# 手袋

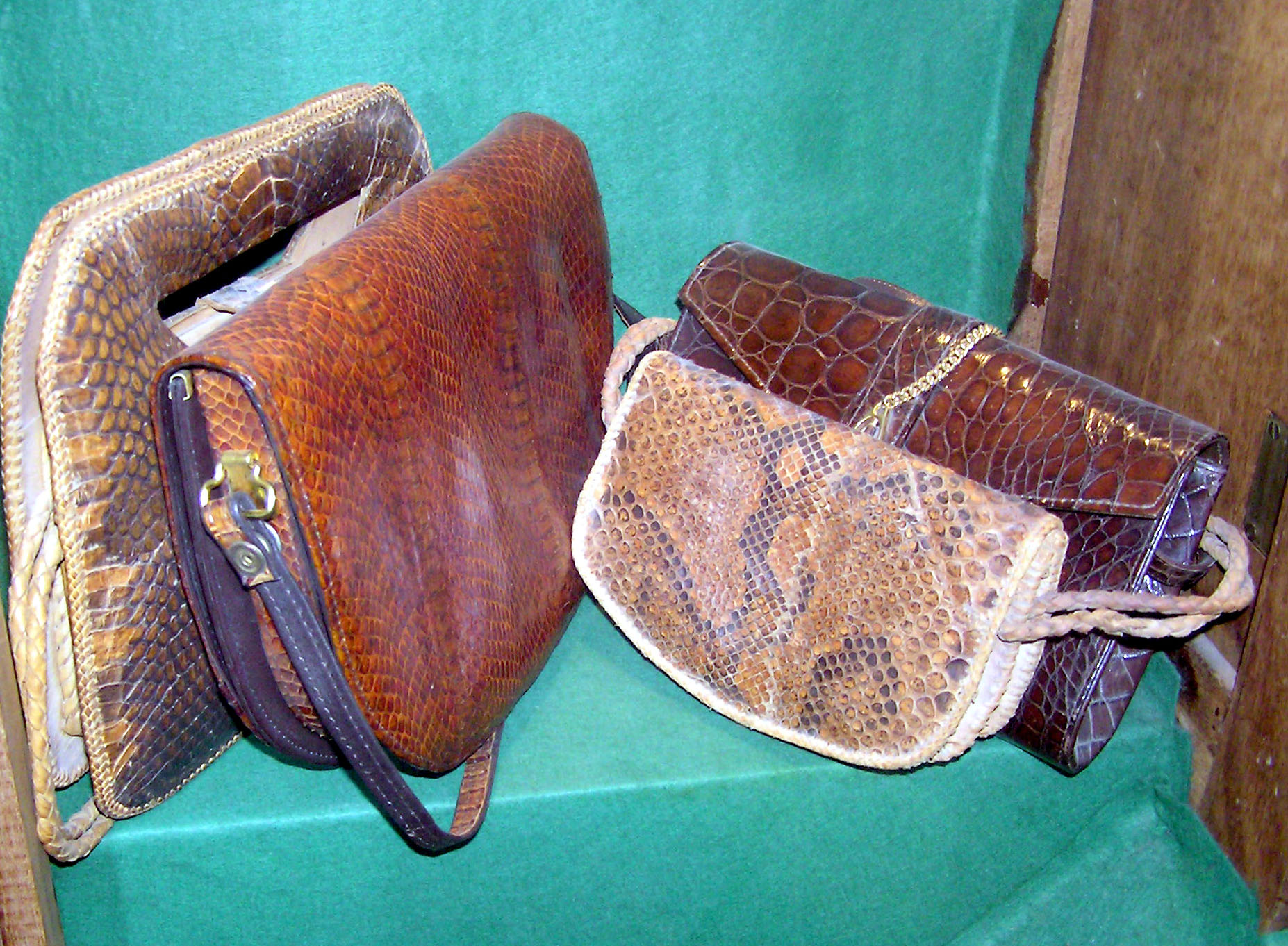
女裝皮製手袋

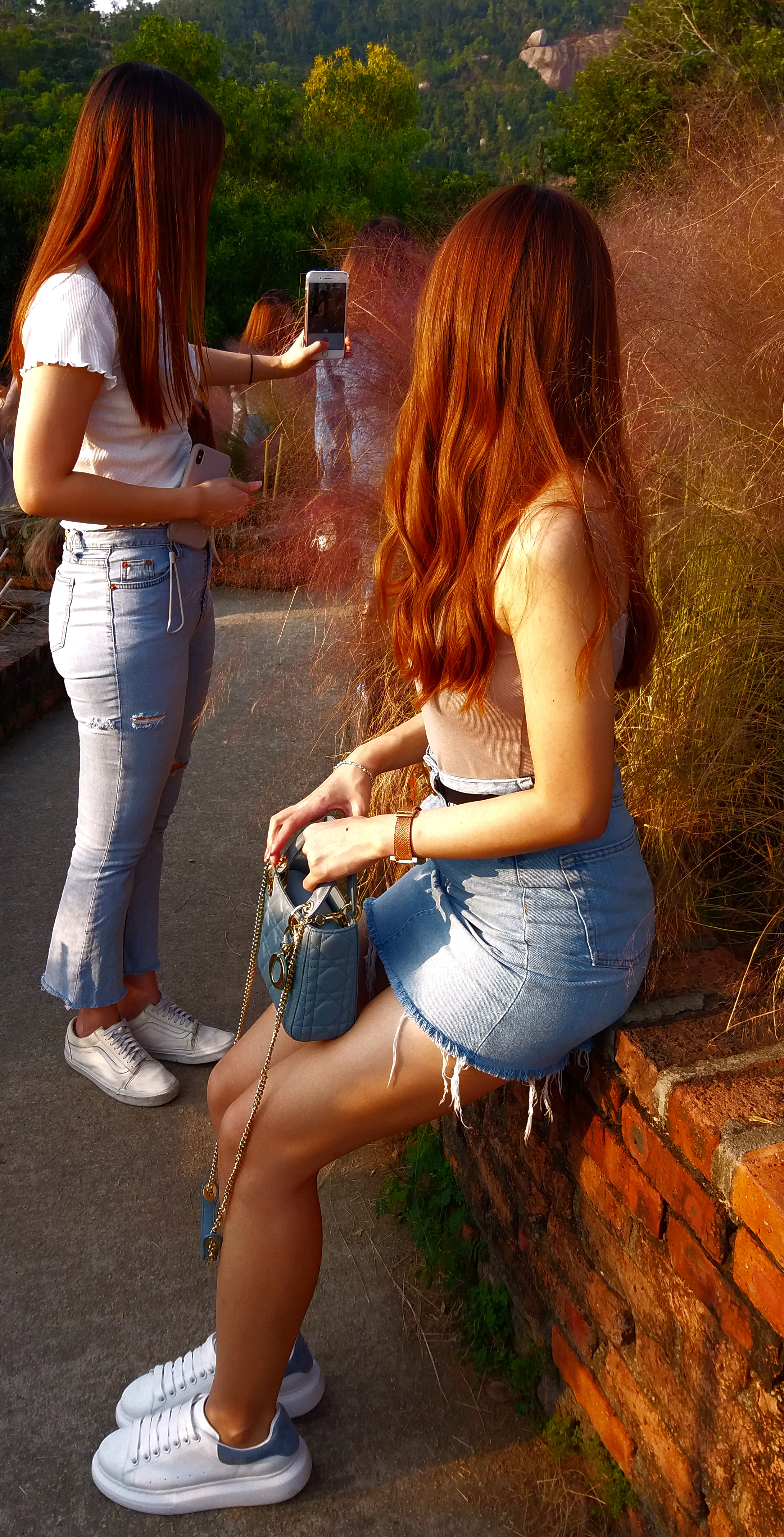
女裝手袋

手袋，又稱手提包、皮包、包包，主要是用於盛載、攜帶、存放個人隨身物品，手袋款式通常是可配襯服裝，因此除了實用之外，也是時尚產品。雖然稱為「手提」包，卻不限於手提的，也包括单肩包、挎包或斜背袋式的。女裝手袋的款式通常比男装手袋款式多。
於2018年，手袋潮流愈來愈進步，衍生出圓球袋、工具箱等另類手袋潮流。

## 外部連結
- 女生如何选择手提包的搭配?-黑色手提包的搭配
- 女生如何根据身体体格选择手袋?